# Federico Quaranta

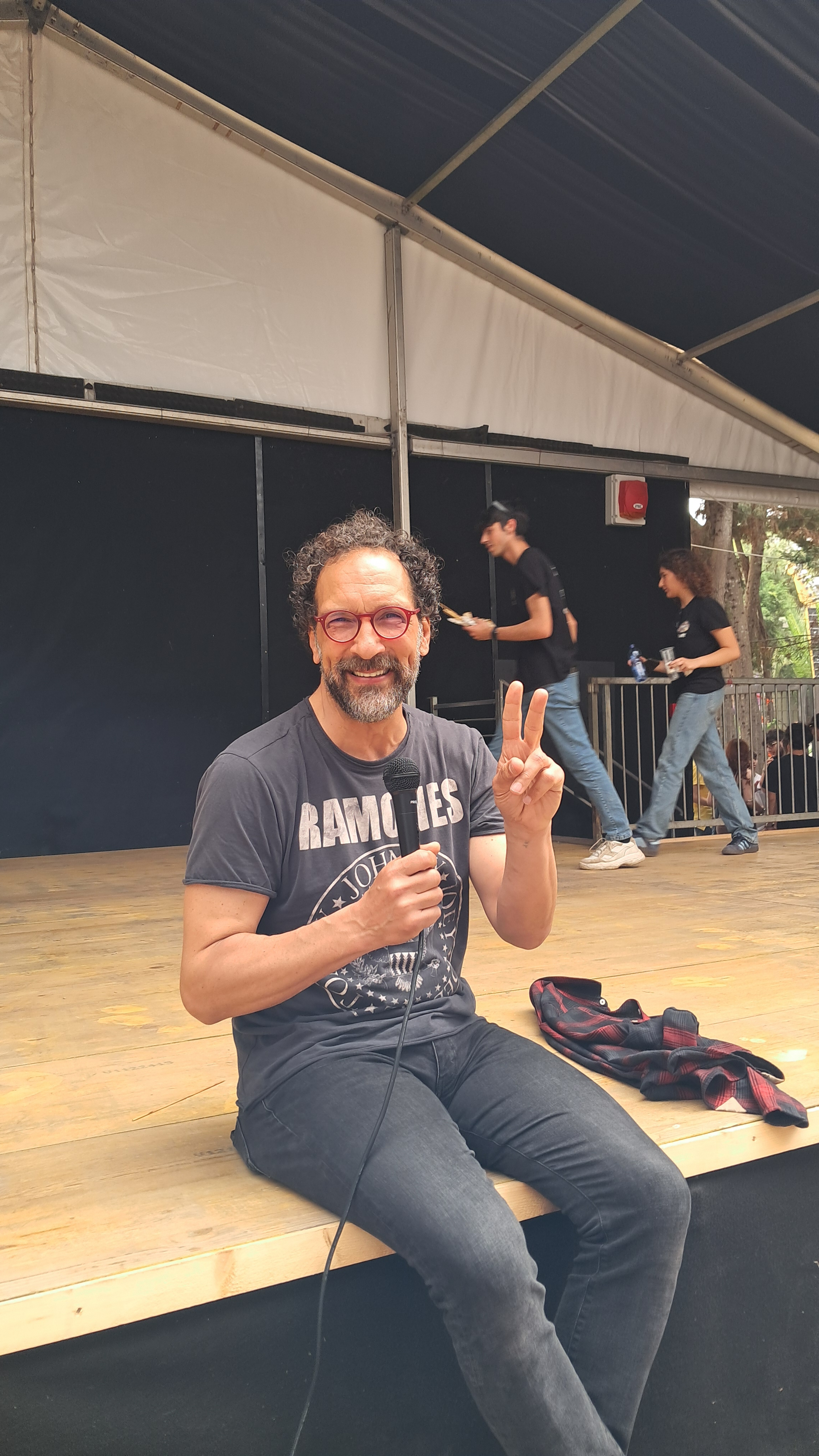
Federico Quaranta al Parco Gondar

Federico Quaranta (Genova, 27 marzo 1967) è un conduttore radiofonico, conduttore televisivo e autore televisivo italiano.

## Biografia
Federico Quaranta, oltre a essere un conduttore radio-televisivo, è autore dei programmi che conduce.
Dal 2003 conduce, insieme a Tinto, la trasmissione radiofonica Decanter su Rai Radio 2. 
Dal 2005 conduce Linea Verde, su Rai 1. 
Nel 2009 conduce, sempre insieme a Tinto, il programma Magica Italia - Turismo e Turisti che va in onda la domenica mattina su Rai 1.
Dal 2012 è in onda su LA7 con un programma enogastronomico, Fuori di gusto (di cui è anche autore). Ad affiancarlo nella conduzione ci sono Vladimir Luxuria e Tinto. 
Dal 2013 è su Rai 1 con La prova del cuoco (dove fa parte del cast) e Linea verde Orizzonti. 
Nel giugno 2014 presenta, con Eleonora Daniele, la terza edizione di Estate in diretta.
Tra il 2015 e il 2017 ha condotto dieci puntate de La prova del cuoco in sostituzione di Antonella Clerici, assente per motivi di salute e professionali.

## Vita privata
Dal 2008 al 2013 è stato sposato con la conduttrice televisiva Simona Branchetti.

## Radio
- Decanter (Rai Radio 2, dal 2003)

## Televisione
- Linea verde Orizzonti (Rai 1, 2005-2009, 2013-2016)[5]
- Magica Italia - Turismo e turisti (Rai 1, 2009)
- Fuori di gusto (LA7, 2012-2013)
- La prova del cuoco (Rai 1, 2013-2018)
- Estate in diretta (Rai 1, 2014, 2016)
- Linea verde Orizzonti Estate (Rai 1, 2014-2016)
- Mezzogiorno italiano (Rai 1, 2015)
- Linea verde Estate (Rai 1, 2017-2019)
- Linea verde non va in ferie (Rai 1, 2018)
- Linea verde (Rai 1, 2018-2019)
- Linea verde Life Estate (Rai 1, 2019)
- Linea verde Tour (Rai 1, 2020-2022)
- Linea verde Radici (Rai 1, 2020-2021)
- E la chiamano estate (Rai 2, 2020)
- Il provinciale (Rai 1, Rai 2, dal 2020)
- Avanzi il prossimo (TV2000, 2020)
- Telethon (Rai 2, 2020)
- Linea verde Start (Rai 1, dal 2021)
- Linea verde Storie (Rai 1, 2021-2022)
- Linea verde Explora (Rai 1, dal 2022)
- Linea verde Discovery (Rai 1, dal 2022)
- Linea verde Bike (Rai 1, dal 2023)
- Vista mare (Rai 1, dal 2024)